# Система фільтраційних таборів у Чечні
Фільтраційні табори або фільтраційні пункти- табори, що використовувалися російськими федеральними силами як центри масового інтернування під час Першої чеченської війни в 1994–1996 роках, а потім знову під час Другої чеченської війни між 1999 і 2003 роками.

## Система «фільтрація».
Термін «фільтраційний пункт» знову з'явився під час Першої чеченської війни як назва об'єктів, незаконно створених для утримання осіб, затриманих федеральними силами в ході операції «наведення конституційного порядку» на території Чеченської Республіки в 1994–1996 роки. Під час Другої чеченської війни, починаючи з 1999 року, деякі з "фільтраційних" закладів отримали легітимний статус слідчих ізоляторів (СІЗО), підпорядкованих Міністерству юстиції.
За даними російської правозахисної організації  Меморіал, "за найскромнішими оцінками", загальна кількість тих, хто пройшов через створені та спеціальні «фільтраційні пункти», сягає не менше 200 тис. осіб, з яких «практично всі» були піддані побиттям і тортурам, а деякі були страчені без суду. За даними «Меморіалу», мета системи «фільтрації» в Чечні, крім того, що вона була частиною загальної системи державного терору для придушення та залякування населення, полягала у примусовій вербовці мережі інформаторів і характеризувалася своєю невибірковістю, тобто шляхом свавільних арештів і масових затримань невинних людей.
У жовтні 2000 року Human Rights Watch (HRW) опублікувала свій 99-сторінковий звіт про розслідування "Ласкаво просимо в пекло", в якому детально описано, як російські війська затримали тисячі чеченців, "багато з них були затримані свавільно, без доказів правопорушень. Охоронці в ізоляторах систематично б'ють чеченських ув'язнених, деякі з яких також були зґвалтовані або піддані іншим формам тортур. Більшість з них були звільнені лише після того, як їхні родини дали великі хабарі російським чиновникам". HRW зазначила, що, незважаючи на резолюцію Комісії ООН з прав людини під егідою Європейського Союзу, яка закликає Росію створити національну слідчу комісію, яка б встановила відповідальність за зловживання, російська влада не вжила жодних "надійних і прозорих зусиль для розслідування цих зловживань і притягнення до кримінальної відповідальності винних до відповідальності". 
Human Rights Watch, Жовтень 2000 року

## «Фільтраційні точки» у Другій чеченській війні
Одним з головних і найвідоміших фільтраційних таборів Чечні був СІЗО Чорнокозово, створений на території колишньої в'язниці в 1999 році. Чорнокозово було предметом значної уваги у 2000 році, а також принаймні два рішення Європейського суду з прав людини, пов’язані з незаконним затриманням і катуваннями (справи братів Читаєвих у 2007 році та Зури Бітієвої у 2008 році, останнє також включало наступну страту без належного судового розгляду її та її родини).
У 2000 році Amnesty International виявила такі «фільтраційні табори»: слідчий ізолятор у Каді-Юрті, імпровізований ізолятор у школі в Урус-Мартані та інші тимчасові табори в різних місцях Чечні, зокрема на фруктовому складі в Толстому-Юрт, на птахокомбінаті та підвалі кафе "Чехкар" у Чирі-Юрті та в столиці Грозному. Серед закладів за межами Чечні були тюремна лікарня та СІЗО в П'ятигорську Ставропольського краю.
За даними «Меморіалу», серед інших довгострокових «фільтраційних пунктів», якими керують федеральні сили, був сумнозвісний «Титанік», розташований між Алероєм, місцем «зникнення» багатьох людей. У місцях дислокації військових частин або спецпідрозділів МВС створювалися незаконні в'язниці, ув'язнені в яких ніде офіційно не реєструвалися і не перебували під вартою. Найбільший і найвідоміший з них знаходився на військовій базі в Ханкалі, де багато в'язнів утримувалися в ямах, виритих у землі. Крім того, в ході численних спецоперацій «зачисток» на околицях міст і сіл створювалися тимчасові «фільтраційні табори» просто неба або в закинутих приміщеннях.
У 2006 році російські правозахисні групи надали документальне підтвердження таємного центру тортур у підвалі колишньої школи для глухих дітей у районі Октябрьское в Грозному, який, як вони стверджували, використовував підрозділ російського спецназу ОМОН, який був на початку 2000-х років дислокувався неподалік, щоб утримувати, катувати та вбивати сотні людей, тіла яких потім розкидали по всій Чечні. Учасник підрозділу Сергій Лапін, одного зі «зниклих безвісти», який досі вважається зниклим безвісти).Активісти сказали, що вони зібрали докази саме вчасно, до того, як будівлю, де був підвал, знесли в явно грубій спробі приховати.